# Lee Yoon-chul
Lee Yun-chul (né le 28 mars 1982) est un athlète sud-coréen, spécialiste du lancer du marteau.

## Carrière
Le 24 juin 2017, il porte le record national à 73,50 m à Jeongseon-eup.

## Palmarès
| Date | Compétition         | Lieu        | Résultat | Marque  |
| ---- | ------------------- | ----------- | -------- | ------- |
| 2002 | Championnats d'Asie | Colombo     | 5e       | 63,53 m |
| 2002 | Jeux asiatiques     | Busan       | 8e       | 62,57 m |
| 2003 | Championnats d'Asie | Manille     | 6e       | 64,56 m |
| 2005 | Championnats d'Asie | Incheon     | 5e       | 64,56 m |
| 2006 | Jeux asiatiques     | Doha        | 4e       | 69,07 m |
| 2007 | Championnats d'Asie | Amman       | 4e       | 64,51 m |
| 2009 | Championnats d'Asie | Guangzhou   | 7e       | 66,24 m |
| 2010 | Jeux asiatiques     | Guangzhou   | 6e       | 67,55 m |
| 2011 | Championnats d'Asie | Kobe        | 5e       | 67,97 m |
| 2013 | Championnats d'Asie | Pune        | 4e       | 72,98 m |
| 2014 | Jeux asiatiques     | Incheon     | 6e       | 70,36 m |
| 2017 | Championnats d'Asie | Bhubaneswar | 3e       | 73,77 m |
| 2018 | Jeux asiatiques     | Jakarta     | 5e       | 71,10 m |

## Records
| Épreuve           | Performance  | Lieu        | Date           |
| ----------------- | ------------ | ----------- | -------------- |
| Lancer du marteau | 73,77 m (NR) | Bhubaneswar | 8 juillet 2017 |